# 孟晚舟
孟晚舟（1972年2月13日—），女，原为中国大陆籍，現持有香港永久性居民身份證，生于四川成都，祖籍浙江浦江。中华人民共和国企业家，华为副董事长、轮值董事长、首席财务官。她是華為行政總裁任正非的長女，隨母姓，她的外公是前四川省副省長孟東波。

## 早年生平
孟晚舟出生於四川成都。1990年，孟晚舟高中从深圳华明学校（现深圳大学附属中学）毕业后，考取常州财经学校，全日制学习两年。1992年，孟晚舟开始为华为公司担任秘书，计划贸易展览的展品和接听电话；另一说1993年從深圳大学會計系畢業，毕业后进入中国建设银行工作，后因网点撤销，遂于1993年加入父亲任正非创立的华为公司。孟晚舟后来曾经计划去美国留学，但是她在2016年一次演讲中称因为英语水平不佳被美國拒签。1997年，孟晚舟赴华中理工大学读硕士，一年半后重新回到华为，历任华为公司国际会计部总监、华为香港公司首席财务官、账务管理部总裁。

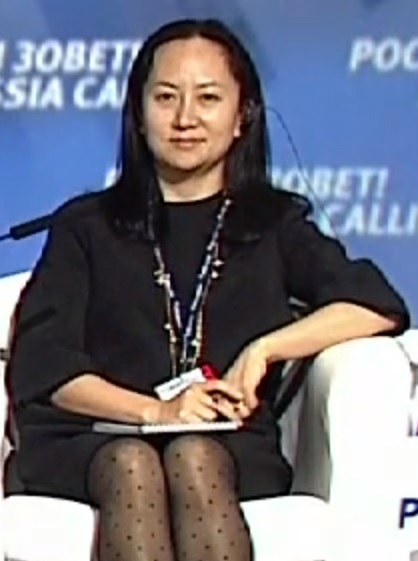
于2014年Russia Calling!投资论坛

2011年4月，孟晚舟担任华为常务董事兼首席财务官。2018年3月，升任副董事长兼首席财务官，她现时担任华为旗下共11间公司的董事。

## 被美国政府指控
2018年12月，因欺诈罪被美国政府指控及通緝，加拿大警方应美加雙方的司法互助要求逮捕準備在温哥华转机的孟晚舟。2019年1月28日，美國代理司法部長马修·惠特克、商務部長羅斯、國土安全部部長基尔斯琴·尼尔森以及聯邦調查局局長克里斯托弗·A·雷在美國司法部舉行聯合新聞發布會，宣布正式要求引渡孟晚舟，並以23項罪名起訴華為。
当地时间2021年9月24日（北京时间9月25日凌晨），美国司法部与孟晚舟达成了延期起诉协议。孟晚舟24日以视讯方式出席纽约布鲁克林联邦法院听审，并对多项银行欺诈指控表示不认罪，但承认自己参与了一些不当行为。美国代理检察官博克曼（Nicole Boeckmann）说：“孟晚舟在这场意图欺骗全球金融机构的计划中扮演了主要角色，而她已承担起责任。”孟认同做出“不正确”、“不属实”的陈述，但未承认罪名。主管司法部国家安全局的代理助理司法部长马克·莱斯科（Mark J. Lesko）说：“这项延期起诉协议将使在加拿大正在进行的引渡程序结束，否则该程序可能会持续许多个月，甚至数年。”在与美方的协议生效之后，加拿大方面隨即宣布釋放孟晚舟，孟晚舟在温哥华发表公开讲话，感谢了中国驻加拿大大使馆和自己的律师团队及同事，同时也感谢了社会各界这段时间对她的关心和支持，随后在温哥华机场并于当地温哥华时间：下午4:29分乘中国政府包机编号为国航CA552航班回国， 该航班立刻成为知名飞航追踪软件Flightradar24上最热门的追踪航班。
根据航路追踪显示，她的包机采取了北极航线，避开了北太平洋及阿拉斯加航路。而朝北偏东绕经北极航路，被视为刻意避开美国及周边空域。。北京时间9月25日21时50分抵达深圳宝安国际机场。
孟晚舟的父亲任正非表示，她会继续担任公司的CFO，而且这个CFO意志更坚强了。孟晚舟同父异母的妹妹姚安娜发布微博，欢迎姐姐回家，称姐姐为自己的榜样。
2021年10月25日，结束健康管理期后的孟晚舟重返华为工作岗位，受到在场员工的热烈欢迎。
2022年12月2日，美國紐約布魯克林區域法院法官12月2日正式撤销了对中国华为公司首席财务官孟晚舟的“银行欺诈”等罪名的指控，且检方不能就此再重新提起诉讼。同日，美国司法部也表示，孟晚舟在期限内没有违反暂缓起诉协议，因此指控被完全撤销。

## 私生活
孟晚舟现任丈夫名為劉曉棕，是香港晴福投资管理公司董事长，两人曾投資設立德普教育集团，而她的前夫身份则不明。据2018年的新闻报道，两人现和10歲的女兒同住，而她也曾與前夫育有3名分別为14歲、16歲和20歲的兒子，其中次子在波士頓留學。孟晚舟夫妇在温哥华拥有两套豪宅，其本人在2001年至2009年间拥有加拿大永久居留权。
另据媒体报道称，孟晚舟有高血压、睡眠窒息及甲亢等健康问题，更曾於2018年5月開刀切除甲状腺。

### 美国司法部文件显示持有多本护照之情况
2018年12月11日VOA称据美国司法部文件显示，过去11年孟晚舟获发“不少于7本中国和香港护照”，当中4本是中国护照、3本是香港特区护照，文件列出7本护照号码并不相同。文件显示，孟晚舟有两个英文名字：Cathy Meng及Sabrina Meng。同日香港特首林郑月娥澄清：“孟晚舟每次获发新护照旧的特区护照都被注销；即在任何一个时候，孟晚舟只持有一本有效的特区护照。护照持有人同时用两本护照入境的情况并不很特别，例如当护照持有人申请了一本新护照，而其旧护照内有一个其他国家的有效签证，为了不需重新申请签证，他/她在入境时，可能既用一个有效的特区护照入境，亦会持有一个内里有签证但已经注销、无效的护照。”另据中国领事服务网介绍：“新护照号码与原护照不同，原护照将被注销，但在新护照上会做换发加注，其中包括原护照号码。至于原护照内的签证是否仍有效，各国做法不尽相同，请向有关国家使领馆或移民部门咨询。”